# Bosque de la Ciudad (Mexicali)
El Bosque y Zoológico de la Ciudad es un parque público ubicado en la delegación Centro Histórico, de Mexicali, Baja California. Inaugurado en 1964 por el alcalde de la ciudad, ingeniero Carlos Rubio Parra, el espacio recreativo y natural rápidamente se convirtió en un ícono para la comunidad cachanilla. Tiene una extensión de 35.7 hectáreas, se encuentra a 2.8 kilómetros del Centro Cívico. 

## Historia
El 12 de julio de 1962, el presidente municipal de Mexicali, el Ing. Carlos Rubio Parra solicitó a Antonio J. Bermúdez, director general del Programa Nacional Fronterizo, la necesidad de infraestructura para el esparcimiento recreativo de la entonces comunidad conformada por unos 175 mil habitantes. El propio ingeniero Rubio Parra anotó en sus memorias que deseaba que el Bosque de la Ciudad fuese un equivalente al Bosque de Chapultepec, de Ciudad de México, o Luna Park, en Argentina. Finalmente, dicha propuesta consistió en el financiamiento del “Centro Cívico Recreativo”.
En una primera fase del proyecto, se inició con la forestación del predio, eligiendo árboles adecuados para el extremoso clima de la región, y que además, tuvieran un crecimiento rápido y sobre todo, ofreciera sombra a los visitantes. Siguió la construcción un espacio cultural, un teatro al aire libre.  Diez años después, durante la administración del presidente municipal Armando Gallego, se comenzó a construir el lago artificial. Este lago, de una extensión de 15 hectáreas, dio un impulso aun mayor a la relevancia del parque. Para ello se utilizó el Canal Wisteria.
El “Parque Recreativo Municipal” (como también se le llamó a este proyecto) contó con el apoyo del Gobierno del Estado para la expropiación de varios terrenos ubicados en la Colonia Esperanza. Es así como con el pasar de los años, el bosque fue cada vez más abriendo atracciones y sitios de interés para mantenerlo cómo un ícono mexicalense. El proyecto de zoológico recibió asistencia faunística de parte del ambientalista mexicalense Alberto Tapia Landeros.

## Sitios de interés

### Cultura
- Sala Audiovisual
- Teatro al aire libre
- Museo de Historia Natural
- Jardín Botánico
- Plaza Centenario

### Atracciones
- Zoológico
- Albercas
- Aviario
- Toboganes
- Tirolesa
- Herpetario
- Tren
- Barco Phanton